# Lamsenjochhütte
Die Lamsenjochhütte ist eine Alpenvereinshütte der Sektion Oberland des Deutschen Alpenvereins. Sie steht auf 1953 m ü. A. Höhe am Fuß der Lamsenspitze in einem weitläufigen Sattel mit Blick ins tief eingeschnittene Inntal. Das stattliche Schutzhaus befindet sich im östlichen Karwendel in Tirol unweit des Achensees. Wegen der aussichtsreichen Lage und den zahlreichen Tourenmöglichkeiten ist die Hütte für Bergsteiger ein wichtiger Stützpunkt bei mehrtägigen Touren, unter anderem für Weitwanderer auf dem Nordalpenweg, aber auch vielen verschiedenen Gipfelbesteigungen.
Darüber hinaus erfreut sich die Hütte zunehmender Beliebtheit als Ausflugsziel von Tagesgästen, welche von der Engalm oder Gramaialm (1263 m ü. A.) auf- und am selben Tag wieder absteigen können. Im Winter ist die Hütte geschlossen. Es steht jedoch im Nebengebäude ein unverschlossener, beheizbarer Raum für Skitourengeher zur Verfügung. Skitouren in dieser Gegend erfordern selbst bei lawinensicheren Verhältnissen solide Erfahrung im Winterbergsteigen.

## Geschichte

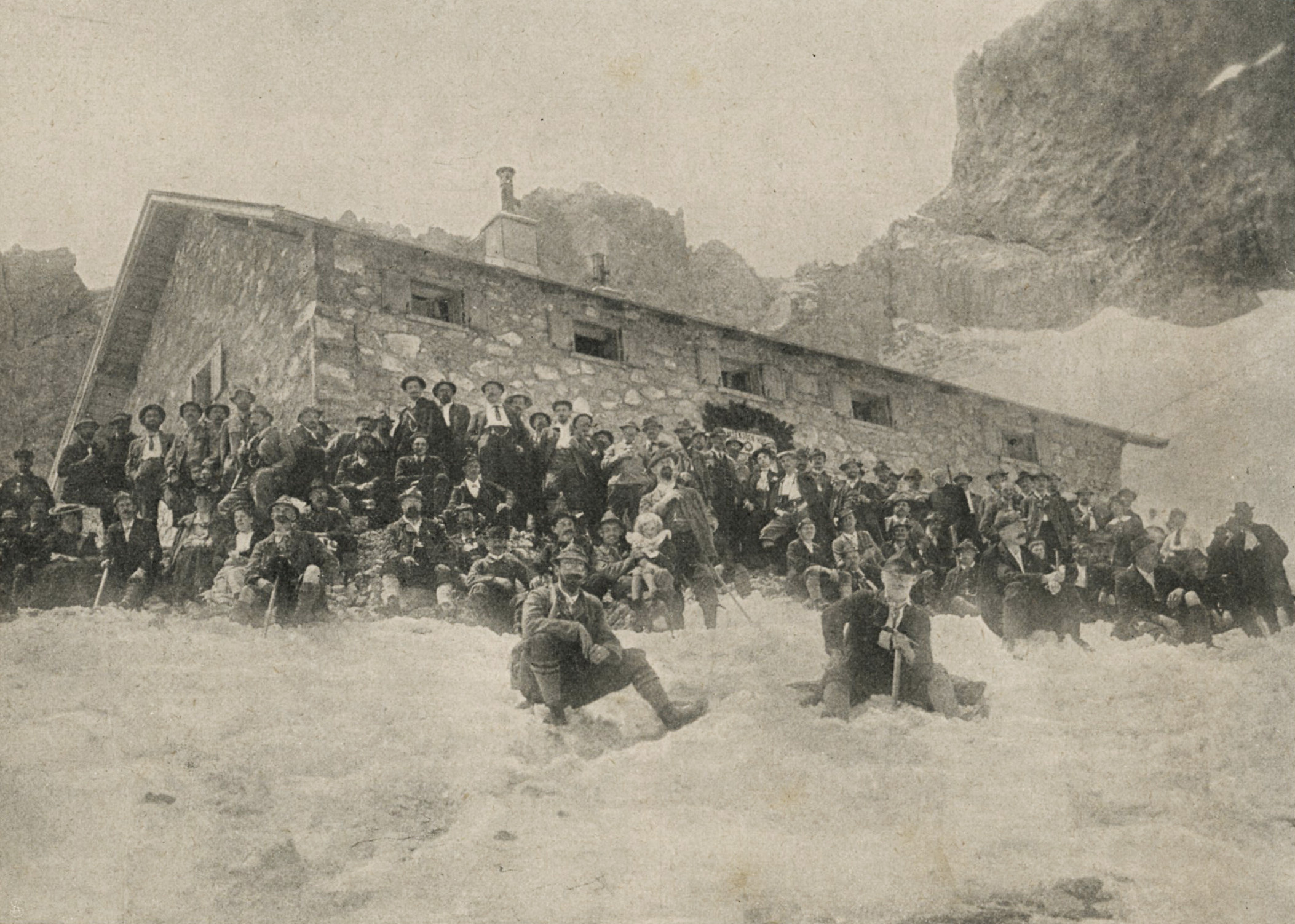
Einweihungsfeier der ersten Lamsenjochhütte am 16. und 17. Juni 1906

Die Sektion Oberland des Deutschen und Österreichischen Alpenvereins schloss 1903 mit dem Benediktinerstift Fiecht einen Grundstücks-Pachtvertrag ab, sodass Planungen für einen Hüttenbau beginnen konnten. 1905 wurde mit dem Bau begonnen, das Material musste von Trägern über steile Schneefelder zum Bauplatz getragen werden. Zunächst wurde eine Arbeiterhütte errichtet und in den weiteren Monaten gingen die Arbeiten so zügig voran, dass die Hütte noch im Herbst fertiggestellt werden konnte. Am 16. Juni 1906 fand die feierliche Eröffnung statt, die Besucherzahlen waren von Anfang an weit höher als ursprünglich erwartet. Im Frühjahr 1908 zerstörte eine gewaltige Lawine die Hütte, jedoch wurde unmittelbar darauf der Wiederaufbau beschlossen. Ein lawinensicherer Standort wurde bestimmt, rund 20 Meter tiefer und 200 m östlich des alten Standortes. Die Trümmer der alten Hütte wurden verwendet, um eine Nothütte für die Arbeiter zu errichten, die vorübergehend auch von Touristen genutzt wurde. Noch im Spätherbst 1908 konnte man die neue Hütte fertigstellen; der Rohbau überstand den darauf folgenden Winter unbeschadet und so folgte am 27. Juni 1909 die feierliche Eröffnung der neuen Lamsenjochhütte. 1910 errichtete man einen Mulistall, im Jahr darauf wurde im Nebengebäude ein Winterraum eingerichtet.
Mit Ausbruch des Ersten Weltkrieges stockte der Besucherandrang, und obwohl die Sektion versuchte, mit einer Aufsichtsperson in den Sommermonaten einen eingeschränkten Hüttenbetrieb aufrechtzuerhalten, musste die Hütte von 1916 bis 1918 geschlossen werden. Entgegen den Erwartungen brachte der Sommer 1919 wieder erfreuliche Besucherzahlen. Erhebliche Schäden brachten mehrmalige Einbrüche, sodass man massive Maßnahmen treffen musste, um dem Vandalismus zu begegnen. 1923 wurde mit dem Stift Fiecht ein Grundstücks-Kaufvertrag geschlossen. 1928 entdeckte man eine Quelle unweit der Hütte, welche die Wasserversorgung erheblich erleichterte. Die Jahre des Zweiten Weltkriegs brachten viele Erschwernisse mit sich, 1944 war die Lamsenjochhütte vollständig von der Wehrmacht besetzt und für die Öffentlichkeit gesperrt, jedoch wurde sie nicht beschädigt.
In den darauf folgenden Jahrzehnten gab es immer wieder Umbaumaßnahmen, Renovierungen und Modernisierungen, eine Materialseilbahn wurde gebaut, Sanitäranlagen eingerichtet, ein zweiter Gastraum angebaut, eine Telefon- und Stromversorgung angebracht, eine Kläranlage und ein Blockheizkraftwerk errichtet und vieles mehr. Im Jahr 2004 erhielt die Hütte das Umweltgütesiegel für Alpenvereinshütten.

## Zugänge
- Von der Eng über die Binsalm, leicht, Gehzeit: 2½ Stunden
- Von der Gramaialm bei Pertisau (Mautstraße) über den Hüttenweg, leicht, Gehzeit: 2½ Stunden
- Von Stans, Parkplatz Hinterwies, über Bärenrast und Stallenalm, leicht, Gehzeit: 4 Stunden
- Von Vomp (Ortsteil Vomperberg, Gasthaus Karwendelrast), durch das Vomper Loch, am Ausstieg vom Brudertunnel vorbei, über den Normalweg an der Lamsscharte, markiert und gesichert, Gehzeit: 6 Stunden

## Übergänge
- Falkenhütte über die Binsalm, Engalm und das Hohljoch, leicht, Gehzeit: 4½ Stunden
- Plumsjochhütte über die Binsalm, Engalm und Hagelhütten, leicht, Gehzeit: 4 Stunden
- Hallerangerhaus und Hallerangeralm über die Lamsscharte, Katzenleiter und Überschalljoch, schwierig, Gehzeit: 10 Stunden
- Hinterhornalm durch das Vomper Loch, Gehzeit: 8 Stunden

## Gipfelbesteigungen
- Lamsenspitze (2508 m ü. A.) über den Normalweg (markiert und gesichert, nur für Geübte) in einer Gehzeit von 2 Stunden.
- Hochnissl (2547 m ü. A.) über den Brudertunnel, Rotwandlspitze und Steinkarlspitze (nur für Geübte) in einer Gehzeit von 3 Stunden. Wegen akuter Bergsturzgefahr auf Höhe der Steinkarlspitze auf absehbare Zeit gesperrt.[3][4]
- Sonnjoch (2457 m ü. A.) über Hahnkampl und Südwestflanke (mittlere Schwierigkeit) in einer Gehzeit von 3½ Stunden.
- Schafjöchl (2157 m ü. A.) und Hahnkampl (2080 m ü. A.) sind leichte Hüttengipfel in einer Gehzeit von jeweils 45 Minuten.